# Mortagne-sur-Sèvre
Mortagne-sur-Sèvre és un municipi francès situat al departament de Vendée i a la regió de País del Loira. L'any 2007 tenia 6.080 habitants.

## Demografia

### Població
El 2007 la població de fet de Mortagne-sur-Sèvre era de 6.080 persones. Hi havia 2.257 famílies de les quals 557 eren unipersonals (250 homes vivint sols i 307 dones vivint soles), 689 parelles sense fills, 911 parelles amb fills i 100 famílies monoparentals amb fills.
La població ha evolucionat segons el següent gràfic:
Habitants censats

### Habitatges
El 2007 hi havia 2.473 habitatges, 2.286 eren l'habitatge principal de la família, 98 eren segones residències i 89 estaven desocupats. 2.166 eren cases i 303 eren apartaments. Dels 2.286 habitatges principals, 1.673 estaven ocupats pels seus propietaris, 578 estaven llogats i ocupats pels llogaters i 34 estaven cedits a títol gratuït; 29 tenien una cambra, 114 en tenien dues, 352 en tenien tres, 614 en tenien quatre i 1.178 en tenien cinc o més. 1.705 habitatges disposaven pel capbaix d'una plaça de pàrquing. A 1.021 habitatges hi havia un automòbil i a 1.115 n'hi havia dos o més.

### Piràmide de població
La piràmide de població per edats i sexe el 2009 era:
| Homes | Edats   | Dones |
| ----- | ------- | ----- |
| 0     | 95 o +  | 0     |
| 12    | 90 a 94 | 20    |
| 28    | 85 a 89 | 44    |
| 36    | 80 a 84 | 64    |
| 68    | 75 a 79 | 104   |
| 100   | 70 a 74 | 128   |
| 144   | 65 a 69 | 128   |
| 140   | 60 a 64 | 152   |
| 96    | 55 a 59 | 92    |
| 184   | 50 a 54 | 200   |
| 268   | 45 a 49 | 216   |
| 240   | 40 a 44 | 276   |
| 228   | 35 a 39 | 216   |
| 196   | 30 a 34 | 196   |
| 204   | 25 a 29 | 164   |
| 104   | 20 a 24 | 152   |
| 280   | 15 a 19 | 244   |
| 260   | 10 a 14 | 220   |
| 224   | 5 a 9   | 184   |
| 196   | 0 a 4   | 156   |

## Economia
El 2007 la població en edat de treballar era de 3.866 persones, 2.955 eren actives i 911 eren inactives. De les 2.955 persones actives 2.760 estaven ocupades (1.493 homes i 1.267 dones) i 196 estaven aturades (87 homes i 109 dones). De les 911 persones inactives 319 estaven jubilades, 300 estaven estudiant i 292 estaven classificades com a «altres inactius».

### Ingressos
El 2009 a Mortagne-sur-Sèvre hi havia 2.332 unitats fiscals que integraven 6.051 persones, la mediana anual d'ingressos fiscals per persona era de 17.709 €.

### Activitats econòmiques
Dels 296 establiments que hi havia el 2007, 1 era d'una empresa extractiva, 5 d'empreses alimentàries, 5 d'empreses de fabricació de material elèctric, 44 d'empreses de fabricació d'altres productes industrials, 43 d'empreses de construcció, 52 d'empreses de comerç i reparació d'automòbils, 14 d'empreses de transport, 11 d'empreses d'hostatgeria i restauració, 1 d'una empresa d'informació i comunicació, 23 d'empreses financeres, 9 d'empreses immobiliàries, 40 d'empreses de serveis, 29 d'entitats de l'administració pública i 19 d'empreses classificades com a «altres activitats de serveis».
Dels 82 establiments de servei als particulars que hi havia el 2009, 1 era una oficina d'administració d'Hisenda pública, 1 gendarmeria, 1 oficina de correu, 4 oficines bancàries, 2 funeràries, 10 tallers de reparació d'automòbils i de material agrícola, 1 taller d'inspecció tècnica de vehicles, 1 establiment de lloguer de cotxes, 2 autoescoles, 5 paletes, 9 guixaires pintors, 9 fusteries, 8 lampisteries, 3 electricistes, 6 perruqueries, 1 veterinari, 2 agències de treball temporal, 9 restaurants, 3 agències immobiliàries, 1 tintoreria i 3 salons de bellesa.
Dels 17 establiments comercials que hi havia el 2009, 1 era un hipermercat, 1 un supermercat, 2 grans superfícies de material de bricolatge, 1 una botiga de menys de 120 m², 4 fleques, 3 carnisseries, 1 una botiga d'electrodomèstics, 1 una botiga de mobles, 1 un drogueria i 2 floristeries.
L'any 2000 a Mortagne-sur-Sèvre hi havia 39 explotacions agrícoles que ocupaven un total de 1.596 hectàrees.

## Equipaments sanitaris i escolars
El 2009 hi havia 1 un hospital de tractaments de llarga durada, 2 farmàcies i 1 ambulància.
El 2009 hi havia 1 escola maternal i 5 escoles elementals. Mortagne-sur-Sèvre disposava d'un col·legi d'educació secundària amb 538 alumnes.

## Poblacions més properes
El següent diagrama mostra les poblacions més properes.